# Michiana (Michigan)
Pour les articles homonymes, voir Michiana (homonymie).
Michiana est un village américain situé dans le comté de Berrien au Michigan.
Lors du recensement de 2010, sa population est de 182 habitants. Située sur les rives du lac Michigan, la municipalité s'étend sur 0,37 mille carré (0,96 km2).
Michiana est une station balnéaire fondée dans les années 1920 par la Long Beach Company à la frontière entre le Michigan et l'Indiana,. La partie située dans l'Indiana correspond à Michiana Shores.